# Sidérurgie dans les Landes

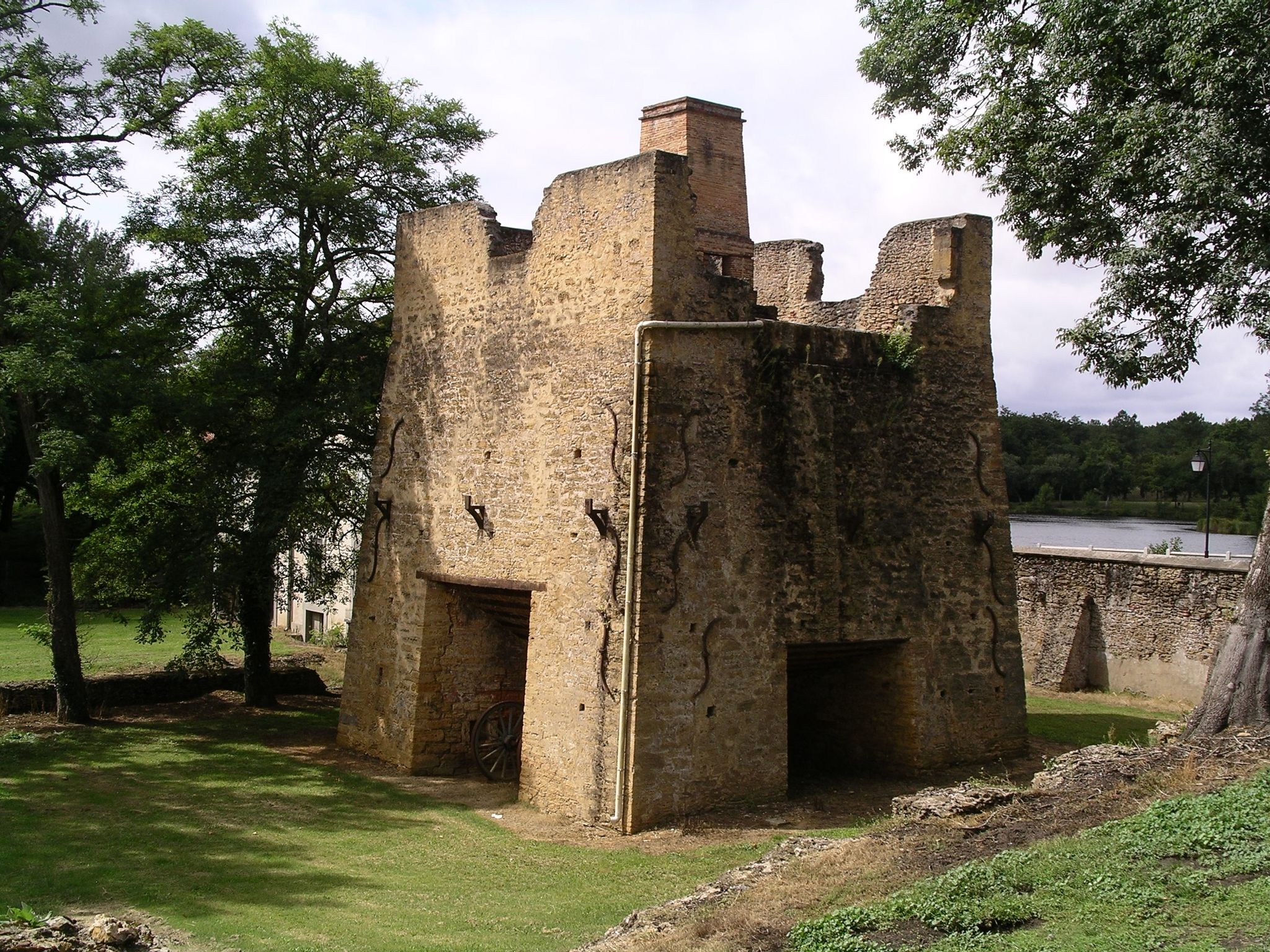
Haut-fourneau des forges de Brocas.

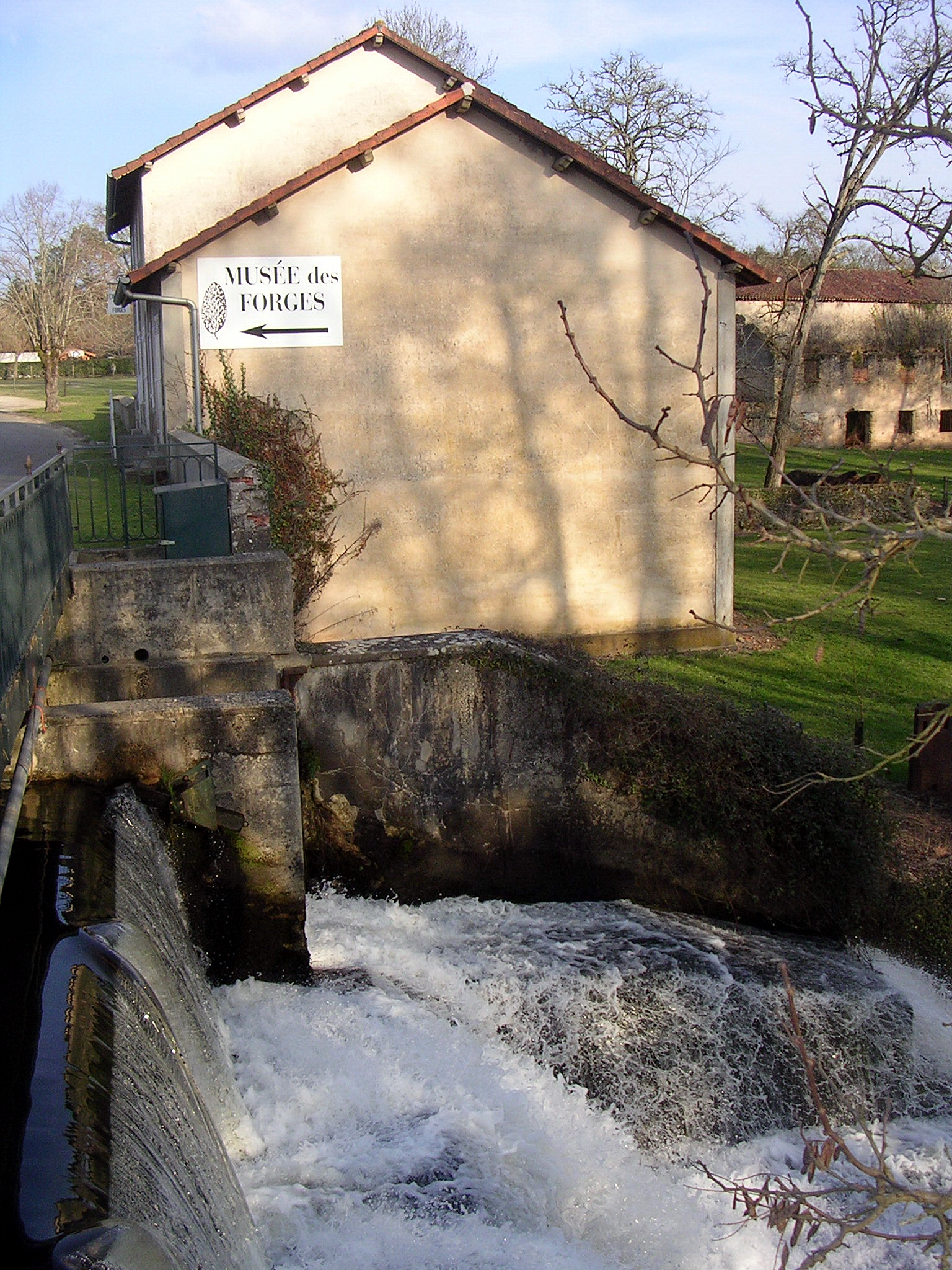
Production d'énergie hydraulique sur l'Estrigon à Brocas, animant un moulin à eau et les outils mécaniques des forges.

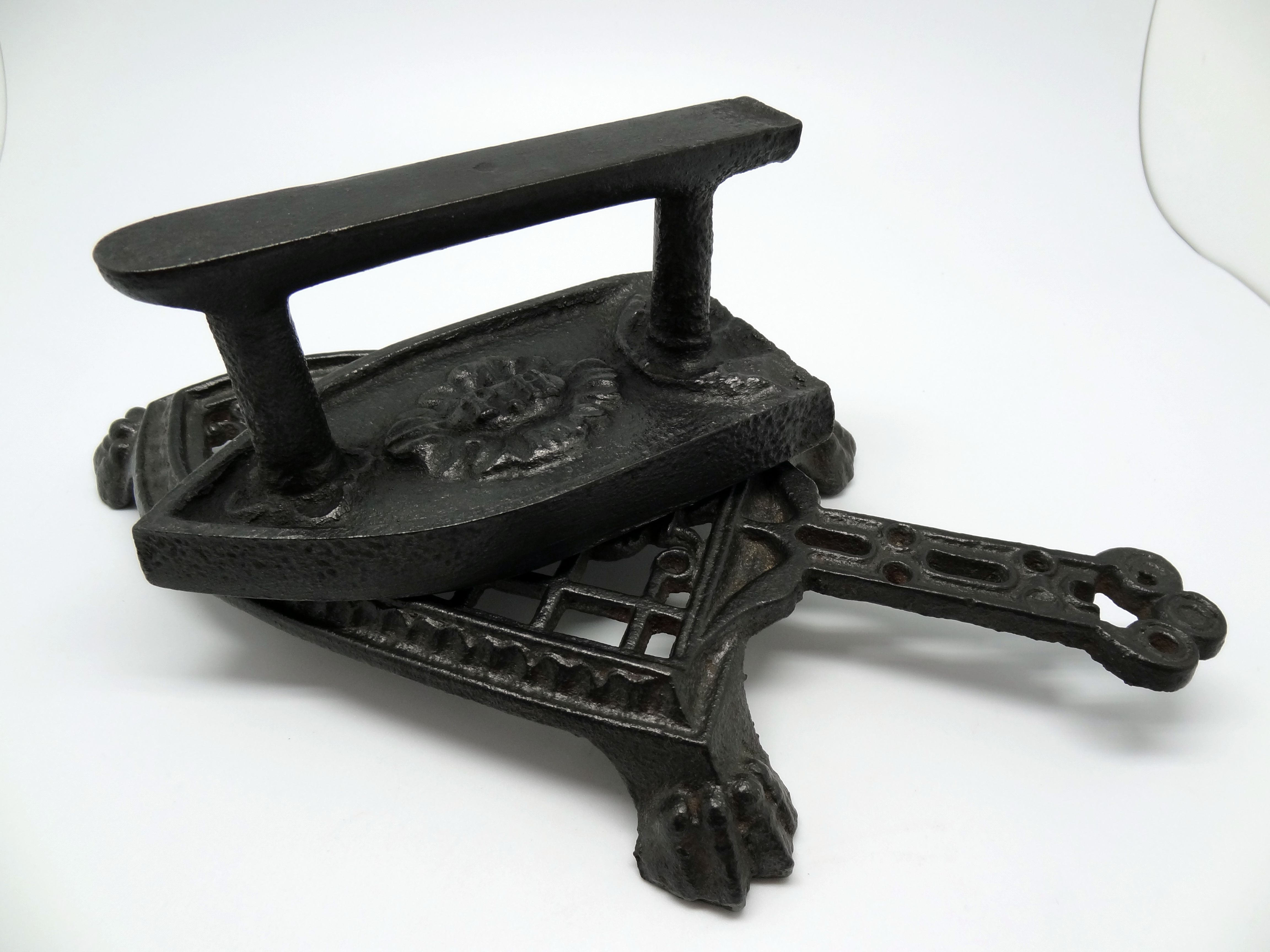
Fer à repasser en fonte sur son support exposé au musée des forges de Brocas.

La sidérurgie dans les Landes est une page de l'histoire économique et sociale du département. D'abord apparue à une échelle artisanale, elle entame, dès la seconde moitié du XVIIIe siècle, un virage industriel sous l'impulsion de maîtres de forges. Elle répond aux besoins grandissants en fer et en fonte de l'économie locale et nationale pendant la révolution industrielle pour atteindre un pic de production au milieu du XIXe siècle. Elle se maintient par endroits avant de s'éteindre dans la deuxième moitié du XXe siècle.

## Présentation
Les Landes de Gascogne combinent les trois ressources naturelles nécessaires à l'éclosion de la sidérurgie : le minerai, présent sous forme de garluche, le charbon de bois produit à partir du pin des Landes, et l'eau des rivières aménagées en retenues, capables de produire une énergie hydraulique. Quelques toponymes gardent la souvenir de cette activité aujourd'hui révolue, tels que Pontenx-les Forges, Brocas-les-Forges, l'étang des forges de Pontenx, l'étang des forges d'Ychoux, l'étang de la forge d'Uza ou encore le pont des Forges à Pissos.

### Les maîtres de forge
Les premières forges industrielles des Landes font leur apparition dans la deuxième moitié du XVIIIe siècle. Elles doivent leur fondation à l’initiative de quelques nobles gentilshommes, propriétaires des terres et forêts, tels les Lur-Saluces à Uza, les Gombault à Pontenx-les-Forges, ou les Borda de Josse à Saint-Paul-lès-Dax. Ces précurseurs tirent parti des ressources naturelles présentes sur leurs domaines pour mettre en place de petits sites industriels ruraux.
Au XIXe siècle émerge une nouvelle génération de bourgeois entrepreneurs tels que Dominique Larreillet à Pissos et Brocas, ses fils Adolphe et Camille, Pierre Joseph Bertrand Geoffroy, François Dubourg à Castets, les frères Tinarrage à Brocas. Des juristes, tels que Victor Pidoux, administrent cette industrie. Cette période marque l'âge d'or de la sidérurgie dans les Landes.

### Les matières premières
La garluche, ou pierre des Landes, est un grès ferrugineux, état évolué de l’alios, qui est employé primitivement comme matériau de construction. Malgré sa faible teneur en oxyde de fer, elle constitue également un minerai exploité comme matière première dans le processus de fabrication de fonte et de fer.
En plus de la garluche, l'industrie sidérurgique landaise, caractérisée par une certaine autarcie, devait exploiter une autre ressource naturelle locale, le pin des Landes, transformé en charbon de bois par les carboèrs (charbonniers en gascon). Ce charbon alimentait le feu des hauts fourneaux, des fonderies et des forges. Dominique Larreillet (1771-1857) fonde et dirige les forges d'Ychoux, Pissos puis Brocas, prône l'extension du boisement dans les Landes, tant sont grands les besoins. La loi du 19 juin 1857 relative à l'assainissement et de mise en culture des Landes de Gascogne, apportera une réponse favorable à ces attentes.
La dernière ressource naturelle est l'énergie hydraulique, produite grâce à des retenues d'eau, qui animait les outils mécaniques, tels que les soufflets et martinets. Les sites choisis pour installer les forges sont parfois ceux utilisés précédemment par des moulins à eau ou des scieries.

### Éclosion des sites
Les petites unités de production se sont ainsi multipliées dans les Landes de Gascogne, associant hauts fourneaux, fonderies et forges (harga, en gascon).
La forge d'Uza est considérée comme la plus ancienne, puisque le premier haut-fourneau date de 1759. Une petite fonderie perdure en ce lieu jusqu’en 1981. Sa fermeture marquera la fin de la sidérurgie dans les Landes.
La forge de Pontenx est ensuite fondée en 1765 et cessera en 1921. La forge d'Ychoux commence son exploitation à la fin du XVIIIe siècle et cesse en 1898. La forge de Pissos est autorisée en 1818 et cessera en 1885. La forge de Castets démarre en 1820 et fonctionne jusqu'en 1930. La forge de Brocas est en activité de 1833 à 1904.
D'autres sites s'établissent, comme à Céré, Labouheyre, Sainte-Hélène près de Mont-de-Marsan, Saint-Paul-en-Born, Saint-Paul-lès-Dax (Abesse et Ardy), Saint-Vincent-de-Paul, Ychoux,. En dehors du département, sont également concernés les sites de Belin-Béliet, Lugos, Biganos, Uzeste, Pompejac en Gironde, ainsi que des forges aux alentours de Casteljaloux en Lot-et-Garonne.

### Main-d’œuvre
Le passage à l'échelle industrielle, s'appuyant sur des méthodes de production plus mécanisées, va également être consommateur de ressources humaines plus importantes, associant dirigeants, ingénieurs et ouvriers (mineurs, charbonniers, fondeurs, forgerons, puddleurs), hommes, femmes et enfants confondus, pour effectuer des tâches le plus souvent pénibles. Cette révolution industrielle, dans une région dont l'économie reposait jusque-là sur un système agropastoral, va bouleverser les rapports sociaux, au travail et au temps. Des maisons de fonction pour les cadres et des quartiers ouvriers faits de maisons mitoyennes et de jardins ouvriers sont aménagés par le patronat pour fixer la main-d'œuvre, en application d'un modèle social paternaliste, reposant sur le travail, la religion et la famille.

La métallurgie emploie au total dans les Landes des milliers d'autochtones et des ouvriers venus du Pays basque et du Périgord à des postes plus ou moins qualifiés. À titre d'exemple, en 1851, les forges de Brocas emploient 82 hommes et 84 femmes à leur haut-fourneau, et 14 hommes et 7 femmes à leurs forges, soit un total de 187 personnes. La même année, les hauts fourneaux et les forges de Pontenx emploient 70 hommes et 68 femmes. Les forges d'Uza emploient, toujours en 1851, 63 hommes, 53 femmes, 27 garçons et 20 filles ; Saint-Paul-en-Born 276 hommes, 56 femmes, 3 garçons ; Castets, 212 hommes, 106 femmes, 31 garçons, 20 filles ; Ychoux 92 hommes, 94 femmes, 26 garçons, 28 filles ; Pissos 28 hommes et 25 femmes ; Céré et Saint-Vincent-de-Paul, 40 ouvriers chacun. Le travail des enfants est réglementé par la loi du 22 mars 1841 qui dispose 

« Les enfants devront, pour être admis, avoir au moins huit ans. De huit à douze ans, ils ne pourront être employés plus de huit heures sur vingt-quatre. De douze à seize ans, ils ne pourront être employés plus de douze heures sur vingt-quatre. »

 Ces dispositions sont complétées par la loi du 19 mai 1874 et par le Livret d'enfants et apprentis de 1875. La production monte en puissance et en 1867, elle culmine à 13 167 tonnes de fonte et 3 063 tonnes de fer. Après cent ans d’exploitation du minerai local, les sites sidérurgiques landais diversifient leurs sources d'approvisionnement à partir du milieu du XIXe siècle et se fournissent en minerai auprès du Périgord et du Pays basque. À la fin de ce même siècle, le gisement local de garluche s'épuise et son extraction cesse en 1892.
Le terme de « forgeron », employé indifféremment pour désigner tout ouvrier travaillant pour l'industrie métallurgique, recouvre en réalité différents métiers, appartenant à trois grandes catégories : artisan de forge, ouvrier qualifié de haut-fourneau ou de fonderie, emploi satellite. Les artisans de la forge regroupent les métiers suivants : ferronnier, maréchal-ferrant, ferblantier, coutelier, affûteur (ou rémouleur), serrurier, chaudronnier, soudeur. Les ouvriers qualifiés de haut-fourneau et de fonderie sont organisés hiérarchiquement. Autour des hauts-fourneaux se trouvent : chargeur, fondeur, sous-fondeur, garde-fourneau. Dans les ateliers des grandes forges se trouvent : commis, affineurs, puddleurs, marteleurs, chauffeurs, marineurs, fendeurs, tréfileurs. Enfin, les métiers satellites concernent les mineurs de garluche et les charbonniers, fournissant la matière première, et les charretiers.

### Productions
L'industrie métallurgique des Landes permettait la fabrication de produits semi-finis en fonte ou en fer et de produits finis, tels que des objets de la vie courante (outils, marmites, fers à repasser, plaques de cheminée, pompes à eau), des armes (boulets de canons pendant les guerres napoléoniennes, obus pendant la Première Guerre mondiale), ou encore des pièces pour les chemins de fer (sabots de frein par exemple), entraînant le développement d'un savoir-faire aujourd'hui disparu.

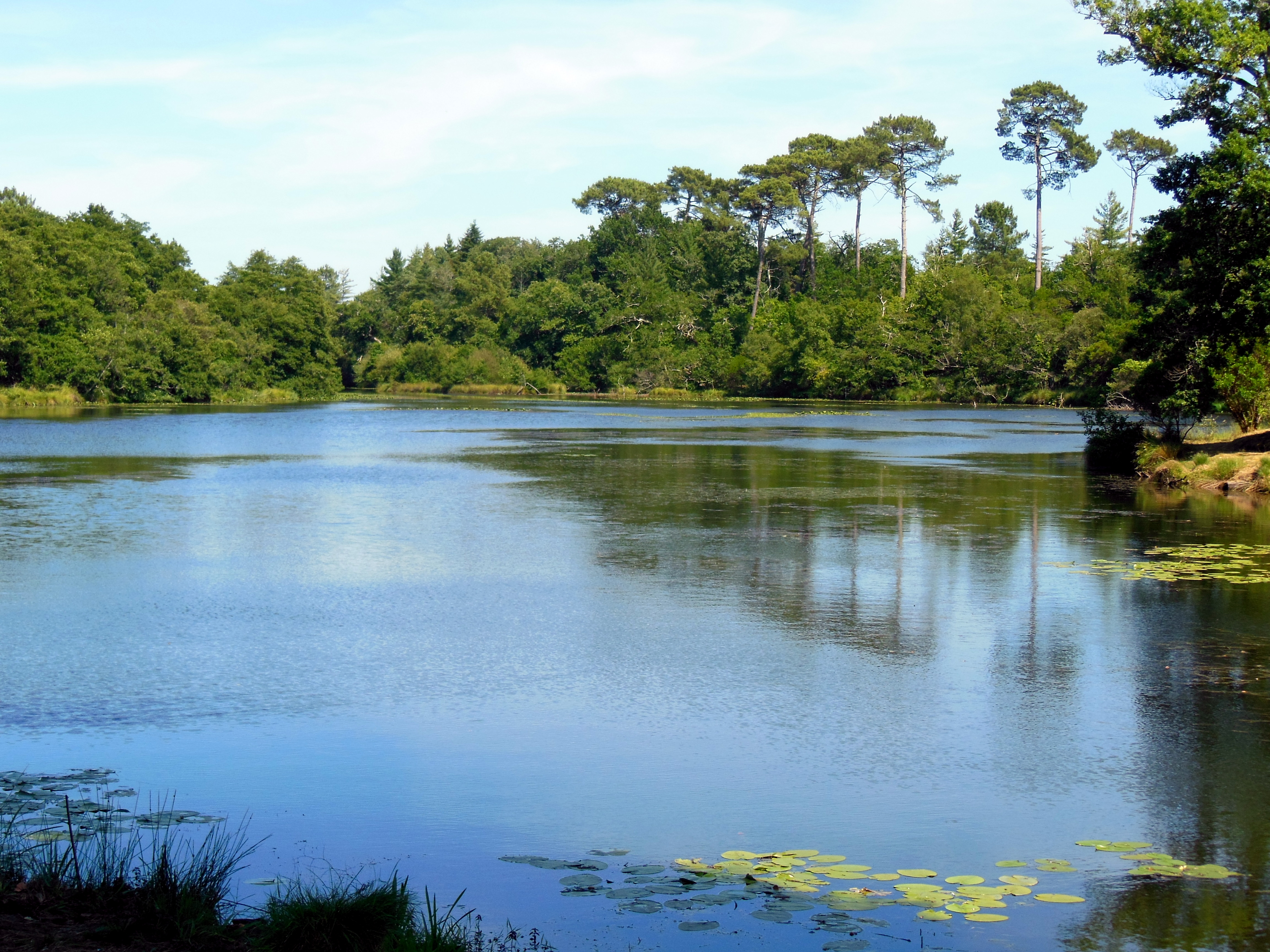
Retenue d'eau aménagée pour la production d'énergie hydraulique, donnant naissance à l'étang des Forges à Pontenx
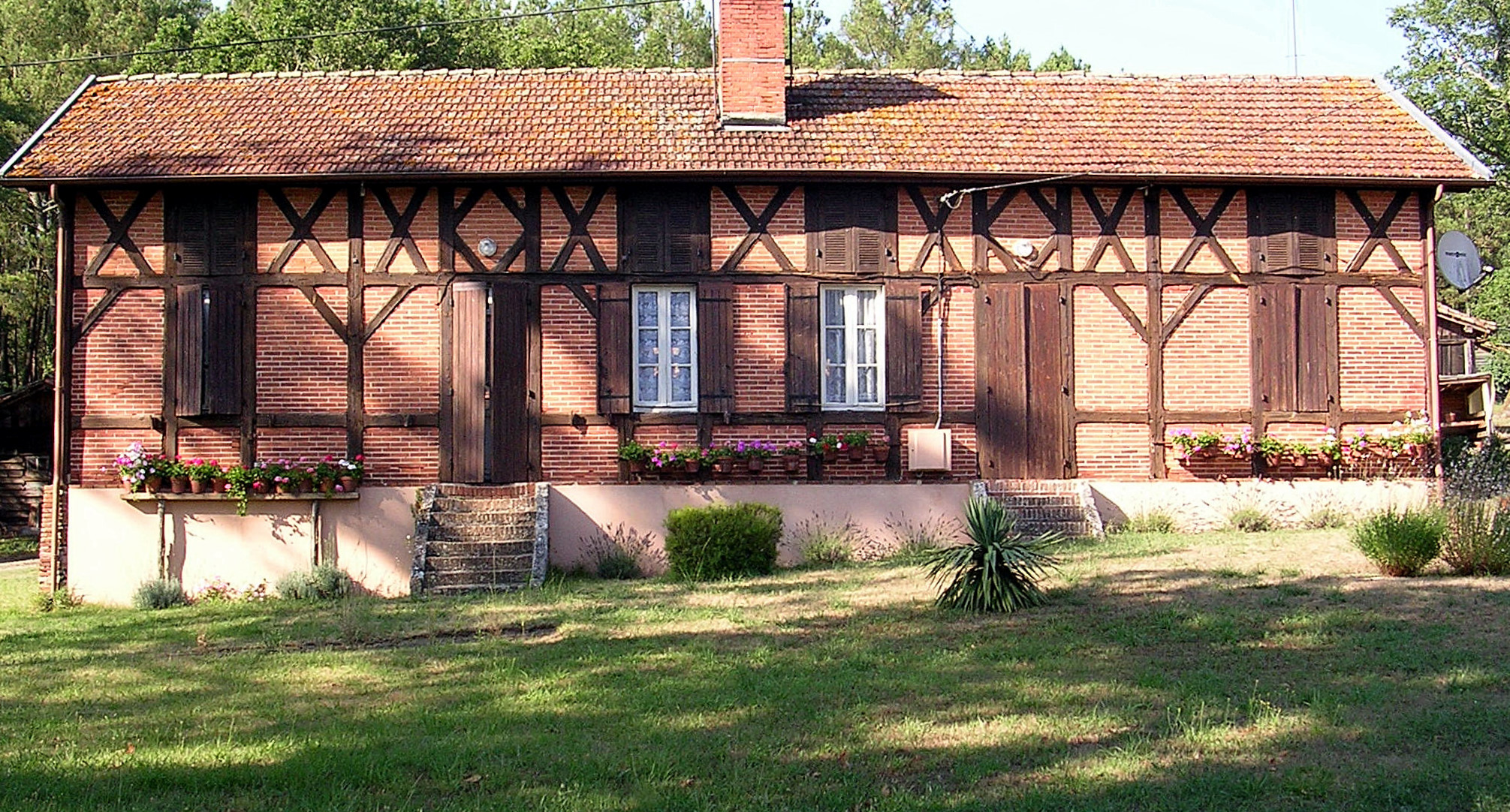
Maison landaise en briquettes d'employés des forges de Pontenx, à proximité de l'étang des Forges

### Déclin
En 1881, la société des Forges de l'Adour s'installe à Tarnos et au Boucau et commence sa production après deux ans de travaux. Contrairement aux autres sites des Landes, elle n'exploite pas de ressource locale : le charbon est importé d'Angleterre et le minerai, d'Espagne. Cette nouvelle société profite pour cela de la proximité du port de Bayonne, dont les accès maritimes ont été améliorés, et de celle du chemin de fer pour expédier sa production. Elle emploie jusqu'à 2 000 personnes, exploitant des hauts fourneaux au coke et des fours Bessemer. La trop forte concurrence qu'elle exerce localement, conjuguée à celle de la métallurgie lorraine à l'échelle nationale, aura raison des petits sites industriels des Landes, qui commencent à péricliter tour à tour à partir de ces années-là. Les ouvriers quittent peu à peu les petites forges rurales pour aller travailler à Tarnos. Devenues anachroniques, les Forges de l'Adour ferment à leur tour le 5 juillet 1965. La forge d'Uza réussit à maintenir son activité jusqu'en 1981 avant de fermer et clore avec elle l'histoire de l'industrie métallurgique dans les Landes.

### De nos jours
De nos jours, même s'il est de moindre ampleur que les anciennes Forges de l'Adour, le cycle de la sidérurgie a repris vie à Tarnos. Deux groupes sidérurgiques sont implantés sur la commune.
- L'aciérie électrique de Celsa France (ancien ADA) est spécialisée dans la production de billettes d'acier à partir de ferrailles de récupération. Les billettes sont ensuite acheminées vers les laminoirs pour y être transformées en produits finis destinés au secteur de la construction. Avec ses 194 salariés, l’aciérie produit entre 720 000  et   800 000 tonnes d'acier par an. Prochainement, elle devrait ouvrir deux laminoirs et créer entre 200  et   250 emplois directs[11].
- Le Laminoir des Landes (détenu par un groupe espagnol et un groupe suisse[12]) y produit depuis janvier 2018 des tôles d'acier pour les marchés de la charpente métallique, de la construction navale ou encore des tours d'acier pour l'éolien. En mai 2018 le site emploie 40 personnes et envisage de doubler cet effectif sous un an[13].